# حركة إلغاء السجون

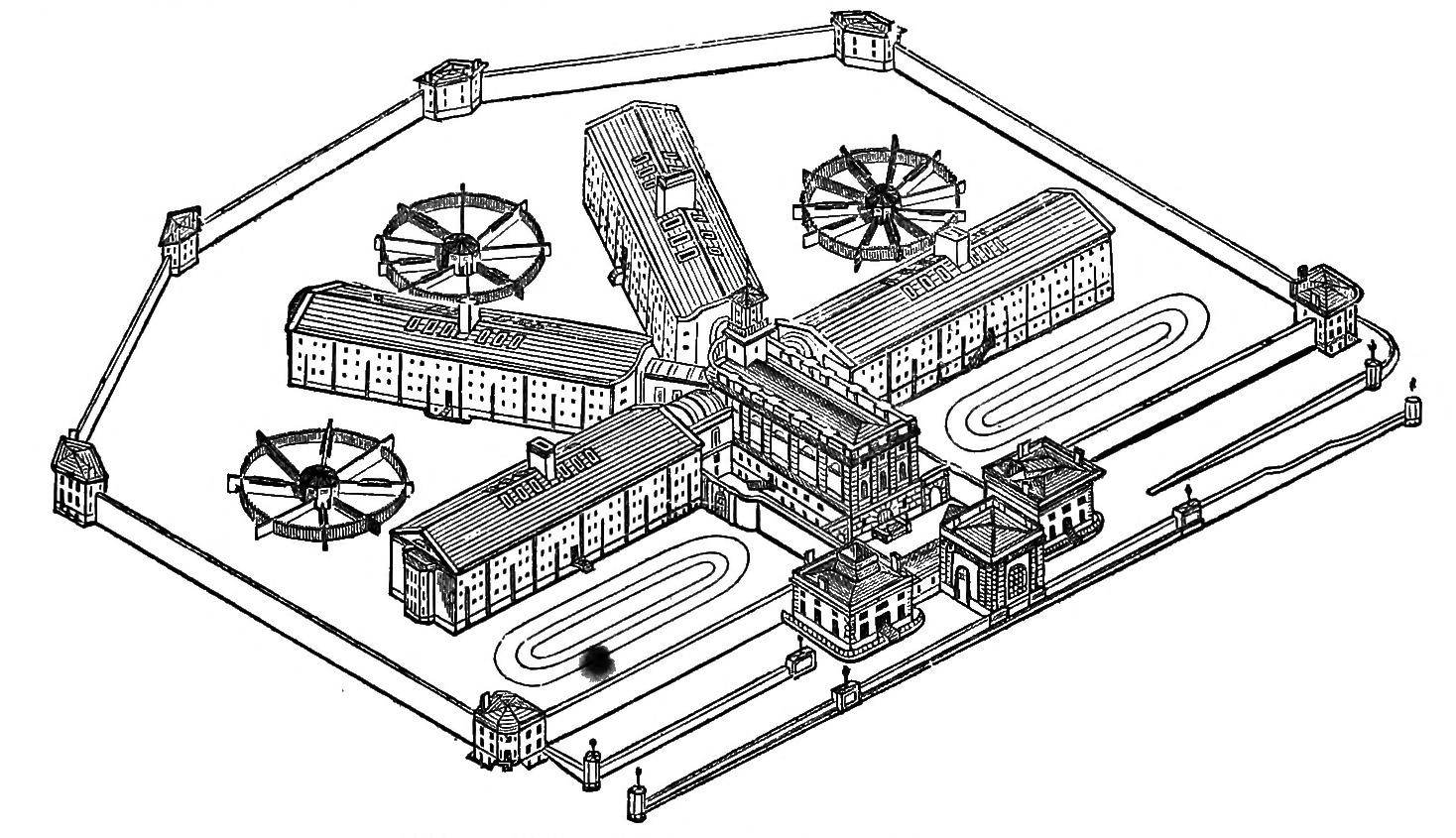

حركة إلغاء السجون هي شبكة واسعة من الجماعات والنشطاء الذين يسعون للحد من السجون وأنظمتها أو إلغاءها، واستبدالها بأنظمة إعادة تأهيل لا تضع كل تركيزها في العقاب وترسيخ الطابع المؤسسي السلطوي. تختلف حركة إلغاء عقوبة السجن عن إصلاح السجون الاعتيادي، والذي يعني محاولة تحسين الأحوال داخل السجون.
يعمل مؤيدو إلغاء السجن أيضًا على إلغاء الحبس الانفرادي وعقوبة الإعدام ووقف بناء السجون الجديدة. يدعم الآخرون مبادرات «كتاب إلى سجين» التي ترسل مواد قراءة مجانية إلى المسجونين، ويدافعون عن حقوق السجناء في الوصول إلى المعلومات وخدمات المكتبة. تسعى بعض المنظمات مثل الصليب الأسود اللاسلطوي إلى إلغاء تام لنظام السجون، دون أي نية لاستبداله بأنظمة أخرى خاضعة لسيطرة الحكومة. تعتقد العديد من المنظمات اللاسلطوية أن أفضل شكل من أشكال العدالة ينشأ -بشكل طبيعي- عن العقود الاجتماعية أو العدالة التصالحية.

## دعاة إلغاء السجون
تدعم أنجيلا ديفيس -وهي ناشطة اجتماعية بارزة معروفة بانتقادها لما يُعرف باسم «مجمع السجن الصناعي» وهو تحول المؤسسات العقابية إلى وسيلة للربح عن طريق الشركات الخاصة التي توفر السلع والخدمات لهيئات السجون الحكومية- بقوة إلغاء السجن. تكتب في أعمالها: «إن السجن الجماعي ليس حلًا لمشلكة البطالة، وليس حلًا لمجموعة المشكلات الاجتماعية الجاري إخفاؤها في شبكة سريعة النمو من المعتقلات والسجون. ومع ذلك، ينخدع الغالبية العظمى من الناس ويعتقدون بفعالية السجن، على الرغم من أن السجل التاريخي يُظهِر بوضوح أن السجون لا تنجح».
شاركت أنجيلا ديفيس وروث ويلسون جيلمور في تأسيس «المقاومة الحاسمة» وهي منظمة تعمل على «بناء حركة دولية لإنهاء مجمع السجن الصناعي من خلال معارضة الاعتقاد بأن حبس الأشخاص والتسلط عليهم يجعلنا في مأمن». يوجد مجموعات أخرى لها دوافع مماثلة، مثل: منظمة Prison Activist Resource Center وهي مجموعة «ملتزمة بكشف وتحدي جميع أشكال سياسة التفرقة العنصرية والتمييز على أساس الجنس والتمييز ضد المعاقين والانحياز الجنسي المغاير والطبقية، خاصةً داخل مجمع السجن الصناعي» ومنظمة «أسود ووردي» والتي تدعو لإلغاء عقوبة الإعدام وتركز على حقوق مجتمع الميم، وكلا المنظمتين تناديان بإلغاء السجون. أيضًا لجنة حقوق الإنسان وهي هيئة تشكلت عام 2001 تهدف إلى إلغاء السجون، وائتلاف كاليفورنيا للسجينات وهي منظمة شعبية متفرغة لإلغاء مجمع السجن الصناعي، يمكن أن تضاف جميعها إلى القائمة طويلة من المنظمات التي ترغب في شكل مختلف من أشكال نظام العدالة.
منذ عام 1983، ينعقد المؤتمر الدولي لإلغاء العقوبات بحضور نشطاء وأكاديميين وصحفيين و«آخرين من جميع أنحاء العالم ممن يعملون من أجل إلغاء السجون وقوانين العقوبات وهيمنة المعتقلات ومجمع السجن الصناعي» لمناقشة ثلاثة أسئلة هامة تدور حول واقع إلغاء السجون. كان المؤتمر الدولي لإلغاء العقوبات واحدًا من أوائل الحركات المهتمة بالعقوبات والذي دعا لإلغاء عقوبة الإعدام -على غرار المقاومة الحاسمة في أمريكا- ولكنه «ذو نطاق دولي جلي، ولديه جدول أعمال طموح». يرغب اللاسلطويون في القضاء على جميع أشكال سيطرة الدولة، ويُعتبر السَجْن أحد أمثلتها الأكثر بروزًا. يعارض اللاسلطويون السجون أيضًا نظرًا للإحصائيات التي تُظهر أن معدلات الحبس تمس -بشكل أساسي- الفقراء والأقليات العرقية، ولا تعيد تأهيل المجرمين عمومًا، ما يجعلهم أسوأ في أغلب الأحيان. نتيجة لذلك، ترتبط حركة إلغاء السجون في كثير من الأحيان بالاشتراكية الإنسانية واللاسلطوية ومعاداة السلطوية. في أكتوبر 2015، أصدر واعتمد أعضاء الدورة العامة لنقابة المحامين الوطنية -وهي مصلحة عامة تقدمية في الولايات المتحدة- قرارًا مؤيدًا لإلغاء السجن.

## الإصلاحات والبدائل المقترحة
تختلف مقترحات إصلاح السجون وبدائل السجون اختلافًا كبيرًا باختلاف المعتقدات السياسية التي تقف وراءها. تتضمن الاقتراحات والأساليب:
- إصلاحات نظام العقوبات:
- الاستبدال -بالنسبة للسجون- وإطلاق السراح المشروط، والمراقبة القضائية، وتعويض الضحايا و/ أو العمل المجتمعي.
- تخفيف عقوبة السجن من خلال إلغاء الحد الأدنى الإلزامي للعقوبة.
- تقليل التفاوت العرقي في أعداد السجناء.
- تحسين حالة السجون
- منع الجريمة بدلًا من العقاب
- إلغاء برامج محددة تزيد من عدد المسجونين، مثل: حظر المخدرات (مثل الحرب الأمريكية على المخدرات)، وحظر السلاح، وتحريم ممارسة الجنس، ووضع القيود على شرب الكحوليات
- برامج تعليمية للتوعية بالمشكلات للأشخاص الذين لم يسبق لهم الحبس
- منع ما يحدث أحيانًا من أخطاء قضائية تدين البعض ظلمًا

نشر مكتب الأمم المتحدة المعني بالمخدرات والجريمة سلسلة من الكتيبات المتعلقة بالعدالة الجنائية. من بينها بدائل السجن التي تحدد كيف أن الإفراط في استخدام عقوبة السجن يؤثر على حقوق الإنسان الأساسية، لا سيما المدانين بجرائم بسيطة.
غالبًا ما تتطلع منظمات العدالة الاجتماعية والدعوية مثل «طلاب ضد الحبس الجماعي» في جامعة كاليفورنيا بسان دييغو إلى دولتي السويد والنرويج الإسكندنافية للحصول على إرشادات فيما يتعلق بالإصلاح الناجح للسجون، لأن كلا البلدين يركزان على إعادة التأهيل بدلًا من العقوبة. ووفقًا لمدير عام مصلحة السجون والمراقبة في السويد نيلز أوبرغ فإن هذا التأكيد يحظى بقبول شعبي بين السويديين، لأن فعل الحبس يعتبر عقوبة بما فيه الكفاية. يشمل هذا التركيز، إعادة التأهيل مع التأكيد على تعزيز الحياة الطبيعية للسجناء، وهي مسؤولية مُكلف بها علماء الجريمة وعلماء النفس المتمرسون. أسفر التركيز على التحضير لإعادة دخول المجتمع في النرويج إلى «معدلات عودة للجريمة هي الأقل في العالم بنسبة 20%، بينما لدى الولايات المتحدة واحدة من أعلى المعدلات: 76.6% من السجناء (الأمريكيين) يعاد اعتقالهم خلال خمس سنوات». يبدو أن الطريقة الإسكندنافية للسجن ناجحة: انخفض معدل السجن في السويد بنسبة 6% بين عامي 2011 و2012.

### آراء المطالبون بإلغاء عقوبة الإعدام
تدعو العديد من منظمات إصلاح السجون وإلغاء العقوبة في الولايات المتحدة إلى ممارسة المساءلة المجتمعية، مثل المحاكم أو المجالس أو الجمعيات التي يرعاها المجتمع كبديل لنظام العدالة الجنائية. تجادل منظمات مثل INCITE! و Sista II Sista -اللتان تدعمان النساء ذوات البشرة الملونة والناجيات من العنف الشخصي- بأن نظام العدالة الجنائية لا يحمي الأشخاص المهمشين الذين يقعون ضحية علاقات عنيفة. بدلًا من ذلك، يمكن للضحايا -وخاصة أولئك الفقراء- والأقليات، والمتحولين جنسيًا أو غير المتطابقين جندريًا أن يتعرضوا للمزيد من العنف على يد الدولة. تعمل هذه المنظمات على تنفيذ ممارسات المساءلة المجتمعية -بدلًا من الاعتماد على نظام العدالة الجنائية- والتي غالبًا ما تنطوي على إجراءات تُدار جماعيًا، يبدأها أحد الناجين من العنف لمحاولة مساءلة الشخص الذي ارتكب العنف من خلال تلبيته مجموعة من مطالب. بالنسبة للمنظمات خارج الولايات المتحدة، انظر -على سبيل المثال- تحقيق العدالة في أستراليا.
يزعم بعض اللاسلطويين والاشتراكيين أن جزءًا كبيرًا من المشكلة هو الطريقة التي يتعامل بها النظام القضائي مع السجناء والأفراد ورؤوس المال. يتضح هذا من خلال إنشاء سجون خاصة في أمريكا وشركات مثل CoreCivic، المعروفة سابقًا باسم Correction Corporation of America. يستفيد مساهموها من توسيع السجون والقوانين الأكثر صرامة بشأن الجريمة. لذا يُنظر إلى الزيادة في عدد السجناء على أنه أمر مربح. يزعم بعض اللاسلطويين أنه مع تدمير الرأسمالية، وتطوير الهياكل الاجتماعية التي من شأنها أن تترك الفرصة للإدارة الذاتية للمجتمعات، فإن جرائم الملكية سوف تتلاشى إلى حد كبير. ويؤكدون أنه سيكون هناك عدد أقل من السجناء إذا تعامل المجتمع مع الناس بطريقة أكثر عدالة، بغض النظر عن الجنس أو اللون أو الخلفية العرقية أو التوجه الجنسي أو التعليم، إلخ.